# اس‌ام یو-۱۱۶
اس‌ام یو-۱۱۶ (به انگلیسی: SM U-116) یک زیردریایی بود که طول آن ۷۲٫۳۰ متر (۲۳۷ فوت ۲ اینچ) بود. این زیردریایی در سال ۱۹۱۸ ساخته شد.